# Fonds régional d'art contemporain de Lorraine
Le Fonds régional d'art contemporain de Lorraine ou 49 Nord 6 Est est un établissement et une organisation régionale destinée à l'exposition et à la diffusion de collections publiques d'art contemporain. En Lorraine, cet organisme nomade créé en 1983 s'est fixé dans les bâtiments de l'hôtel Saint-Livier de Metz en 2004.

## Historique
La collection du Frac Lorraine est créée en 1983 avec celle des autres fonds régionaux d'art contemporain, établissements lancés par Jack Lang en 1982. Destinées à servir une politique de décentralisation, ici dans le domaine culturel, ces collections sont mises à disposition du public librement.
En Lorraine, l'organisme reste sans point d'ancrage pendant plus de vingt ans : avant cette date les collections naviguaient dans différents espaces d'exposition temporaires dans la région. Ce n'est qu'en 2004 que la collection est finalement installée dans l'hôtel Saint-Livier de Metz acquis par le conseil régional de Lorraine au conservatoire de Metz l'ayant quitté en 1969. Les travaux de restauration du plus ancien hôtel particulier de la ville (daté du XIIe siècle) permettent de créer un espace modulable selon les expositions.

## Collection
En 2011, l'organisme dénombre environ 729 œuvres matérielles de 277 artistes (masculins à plus de 75 %[réf. nécessaire]). En 2016, la collection dénombre 910 œuvres de 344 artistes. Certaines de ces œuvres d'art sont « immatérielles », il s'agit de performances artistiques ou encore de protocoles à partir desquels recréer les œuvres. Les bâtiments accueillent toujours des expositions dans leurs multiples espaces mis à disposition.
Des installations, souvent en lien avec l'exposition principale, occupent par moments la cour centrale, lieu de passage obligé pour pénétrer dans les bâtiments. De même les jardins arrière peuvent être sollicités.

### Controverse
Le Frac est connu pour sa programmation diversifiée et parfois controversée. En 2011, l'Agrif, association proche de l'extrême droite, porte plainte contre une exposition de 2008 questionnant le modèle familial traditionnel ; le Frac est condamné en première instance en 2013 pour « manque de protection vis-à-vis du jeune public ». Cette décision est infirmée en 2017 par la cour d’appel de Metz dont l’arrêt est ensuite annulé en 2018 par la Cour de cassation. L'affaire est rejugée par la cour d’appel de Paris en 2021 qui déboute l'Agrif de toutes ses demandes,.
Le 17 novembre 2023, la Cour de cassation confirme l'interprétation de la cour d'appel en affirmant que « la dignité de la personne humaine ne saurait être érigée en fondement autonome des restrictions à la liberté d'expression » et condamne l'Agrif à verser 3 000 € au Frac,.

## Personnalités liées
- Béatrice Josse (1965), directrice de 1993 à 2016.